# L’Aquila
L’Aquila város és község Olaszországban, Abruzzo régió valamint L’Aquila megye közigazgatási székhelye. Lakosainak száma 69 558 fő (2023. január 1.).

## Fekvése
A megye részén, az Aterno folyó völgyében fekszik, a Gran Sasso d’Italia lábainál. L’Aquila Antrodoco, Barete, Barisciano, Borgorose, Cagnano Amiterno, Campotosto, Capitignano, Crognaleto, Fano Adriano, Fossa, Isola del Gran Sasso d’Italia, Lucoli, Magliano de’ Marsi, Ocre, Pietracamela, Pizzoli, Rocca di Cambio, Rocca di Mezzo, Santo Stefano di Sessanio, Scoppito és Tornimparte községekkel határos.

## Története

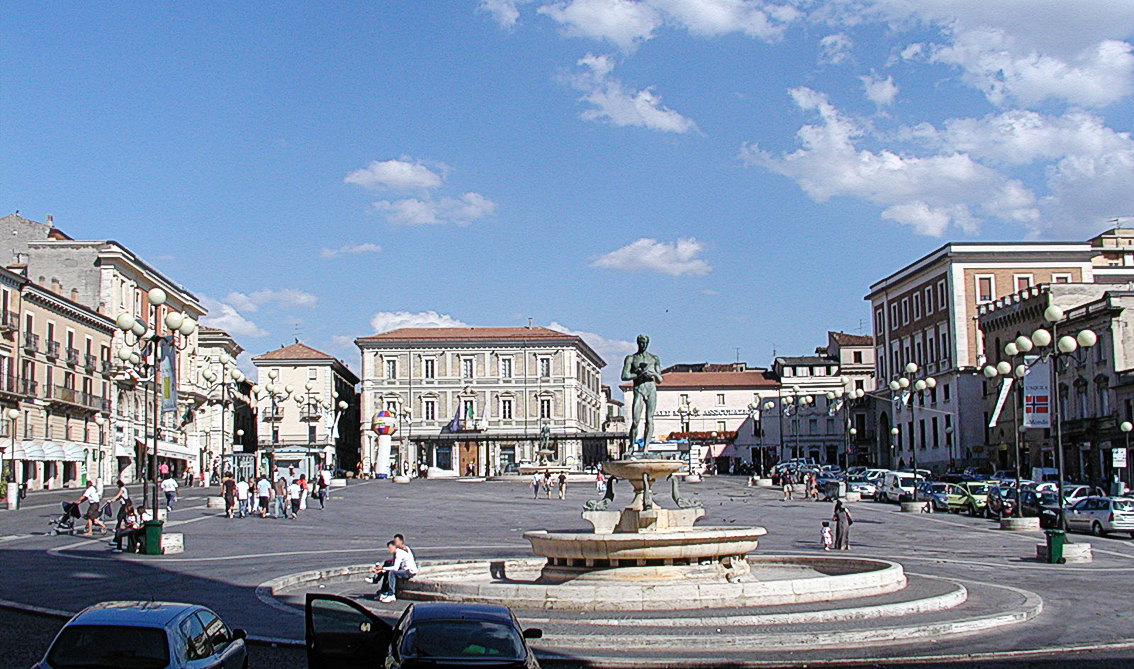
A város főtere, a Piazza del Duomo

A várost II. Frigyes német-római császár alapította a 13. század első felében, az ókori Amiternum helyén. Nevét Aquila (magyarul sas) a Staufok címerállatáról kapta.
A középkorban a Nápolyi Királyság második legjelentősebb városa volt, magas fokú autonómiával rendelkezett. Évszázadokon át a király kapitányának vezetése alatt állt, akik a legbefolyásosabb nemesi családok berkeiből kerültek ki.
Gyors fejlődését annak köszönhette, hogy a Firenzét-Nápollyal, az Abruzzókon áthaladó kereskedelmi útvonal mentén épült ki. Mivel egyben határtelepülés is volt, a pápai állam többször is megpróbálta elfoglalni. A város rövid ideig kikerült a Nápolyi Királyság fennhatósága alól, miután egy helyi remetét, Pietro del Morronét V. Celesztin  néven pápának választottak. Ebben az időszakban a város aranykorát élte: számos köztéri szobor épült meg, kutak valamit a város katedrálisa. A város Anjou Róbert idejében kereskedelmi privilégimokat szerzett, így vám-jogot is, majd 1344-ben saját pénzverdét.
A 14. század közepén a pestisjárványok (1348, 1363) és földrengések (1349) miatt a város hanyatlásnak indult. Újabb fellendülési időszak a 15. század közepén kezdődött, amikor zsidó családok és ferences szerzetesek telepedtek meg a városban. 1481-ben Rottweili Ádám, Gutenberg tanítványa nyomdát nyitott Aquilában.
Mikor a pápa kiátkozta I. Johannát és nápolyi királlyá Anjou Lajost nevezte ki, Aquila lakossága az Anjou-kat támogatta, minek következtében Braccio da Montone, Perugia ura, a királynő támogatója ostrom alá vette a várost. A várost az Anjou-kat támogató Muzio Attendolo Sforza és fia Francesco csapatai mentették fel a 13 évig tartó ostrom alól.
A várost a 16. században Philibert van Oranje spanyol alkirály csapatai kifosztották és felégették, amit tetőzött az 1703-as földrengés, mely során a katedrális is megsérült. 1799-ben csatlakozott a tiszavirág életű Parthenopéi Köztársasághoz.
A város nevét 1861-ben Aquila degli Abruzzi-ra változtatták és csak 1939-ben vette fel mai megnevezését.
2009. április 6-án egy 6,3-as erősségű földrengés rázta meg, 308 halálos áldozatot követelve. Az olasz kormány által az Európai Bizottság részére küldött becslések szerint a károk mértéke  10 212 000 000 €.

## Népessége
A népesség számának alakulása:

## Közlekedése
A városban kötöttpályás busz üzemeltetését is tervezték a Coppito – Centro Storico – Terminal Collemaggio útvonalon. Egy 7,5 km hosszú vonalat terveztek, amelyet hét STE3-as kocsi szolgált volna ki, amelyek közül néhányat már meg is vásároltak. A megkezdett munka többször is félbeszakadt, először a Főfelügyelőséggel kapcsolatos problémák, majd az Európai Unió által indított kötelezettségszegési eljárás miatt. A kocsiszín, valamint a pálya és a felsővezeték megépítése után az útvonal nagy részén a munkálatok pénzügyi problémák és az eredetileg tervezett útvonal tervezési módosításai miatt leálltak. A 2009-es földrengés adta meg a végső csapást; végül a projektet feladták, és 2013-ban megkezdődtek a vonal bontási munkálatai.
A város vasútvonalai: L’Aquila, Paganica, Sassa-Tornimparte és L’Aquila (SIA)

## Főbb látnivalói
- Erődítmény (Forte Spagnolo) – 1534-ben építtette Don Pedro de Toledo nápolyi spanyol alkirály. Ma az Abruzzo Nemzeti Múzeum otthon.
- Duomo katedrális a 13. századi épületet az 1703-as földrengés után újjáépítették. Főhomlokzata 19. századi. Eredetileg itt helyezték nyugovóra V. Celesztin pápa földi maradványait. A 20. században ezeket ellopták, és csak 1988 tavaszán sikerült visszaszerezni őket.[2]
- San Bernardino di Siena-templom – 1472-ben épült reneszánsz stílusban. Itt őrzik Sienai Szent Bernardin ereklyéit.
- Santa Maria di Collemaggio-templom – A 13. századi, reneszánsz stílusú templomot az 1703-as földrengést követően építették újjá. A templom zarándokhely, 1294. augusztus 29-én itt emelték a pápai trónra V. Celesztin pápát. Fő nevezetessége V. Celesztin pápa 1517-ben épített mauzóleuma.
- nemesi paloták: Palazzo Dragonetti, Palazzo Persichetti
- Kilencvenkilenc fejes kút (Fontana delle novantanove cannelle) – 1272-ben épült
- Fényes kút (Fontana Luminosa) – az 1930-as években épült
- Karl Heinrich Ulrichs, 19. századi melegjogi aktivista sírhelye a temetőben
- Amiternum római város romjai
- Rocca Calascio kastély, mely Európa legmagasabban fekvő várkastélya

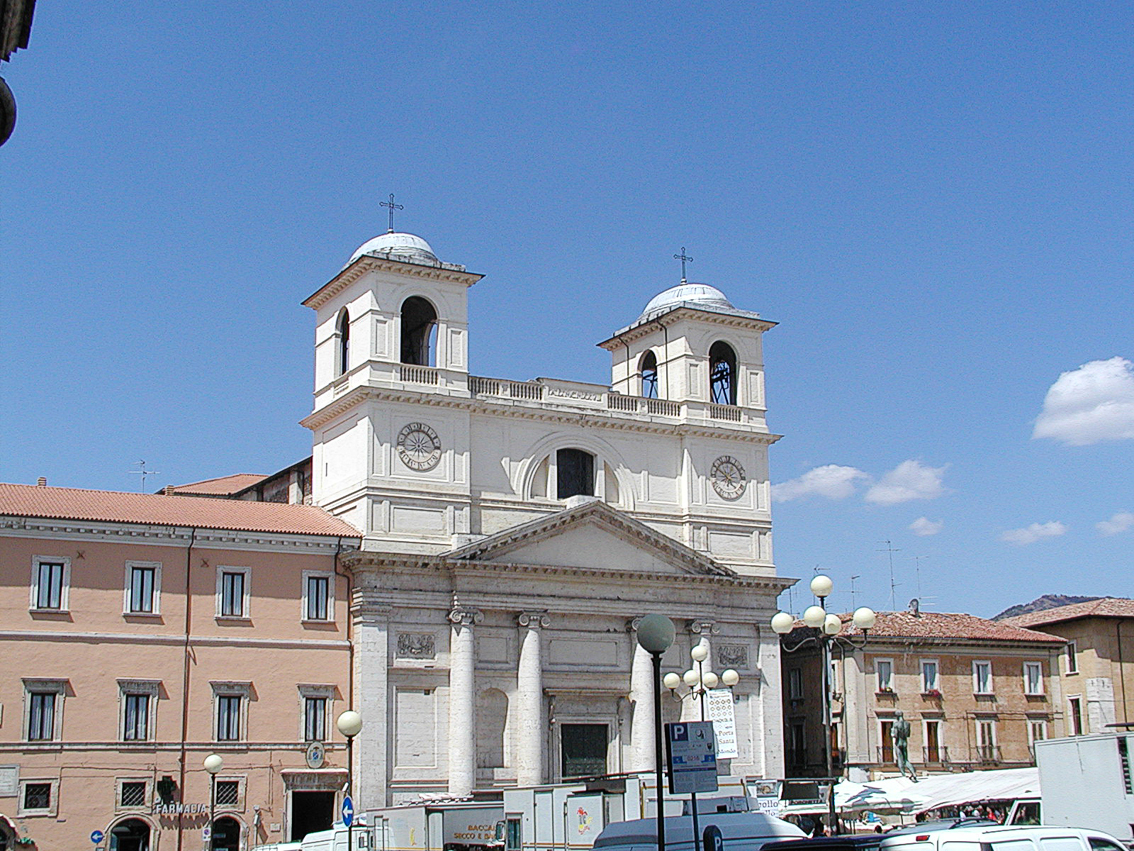
A város katedrálisa
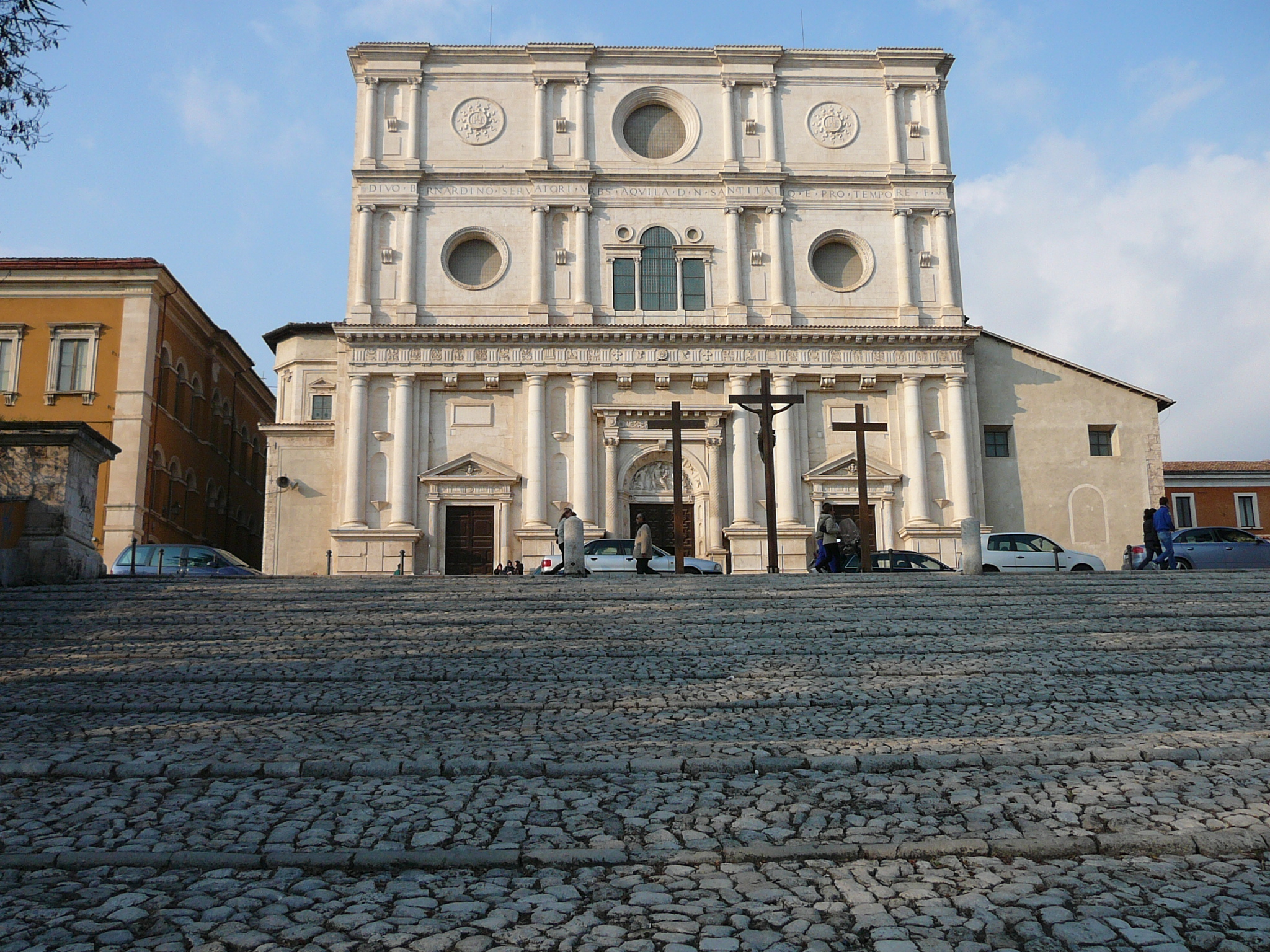
San Bernardino
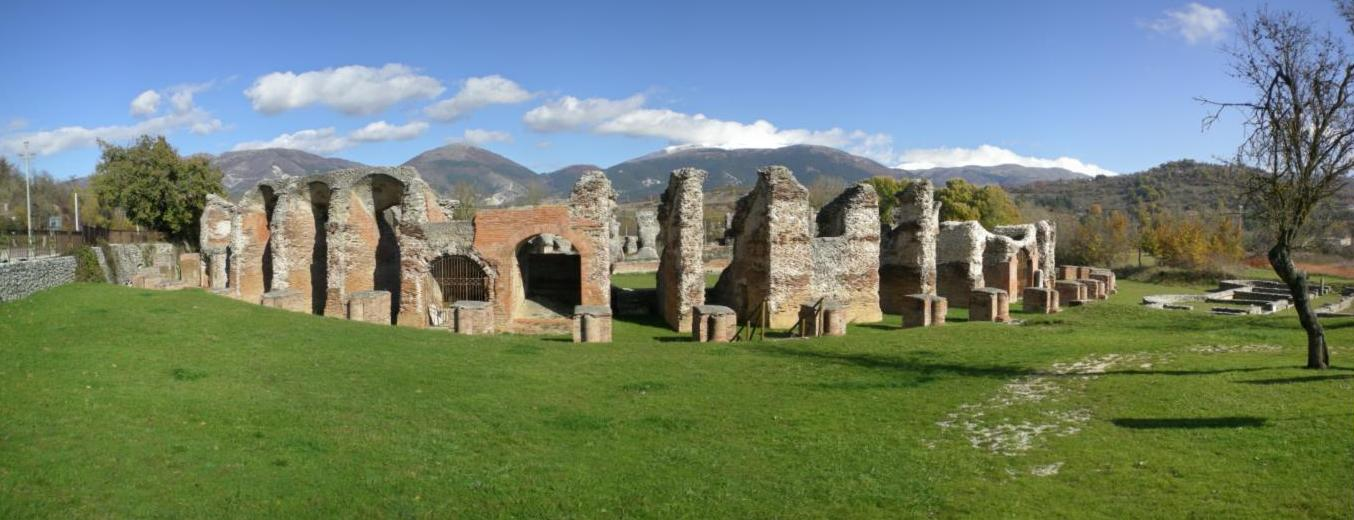
Amfiteátrum
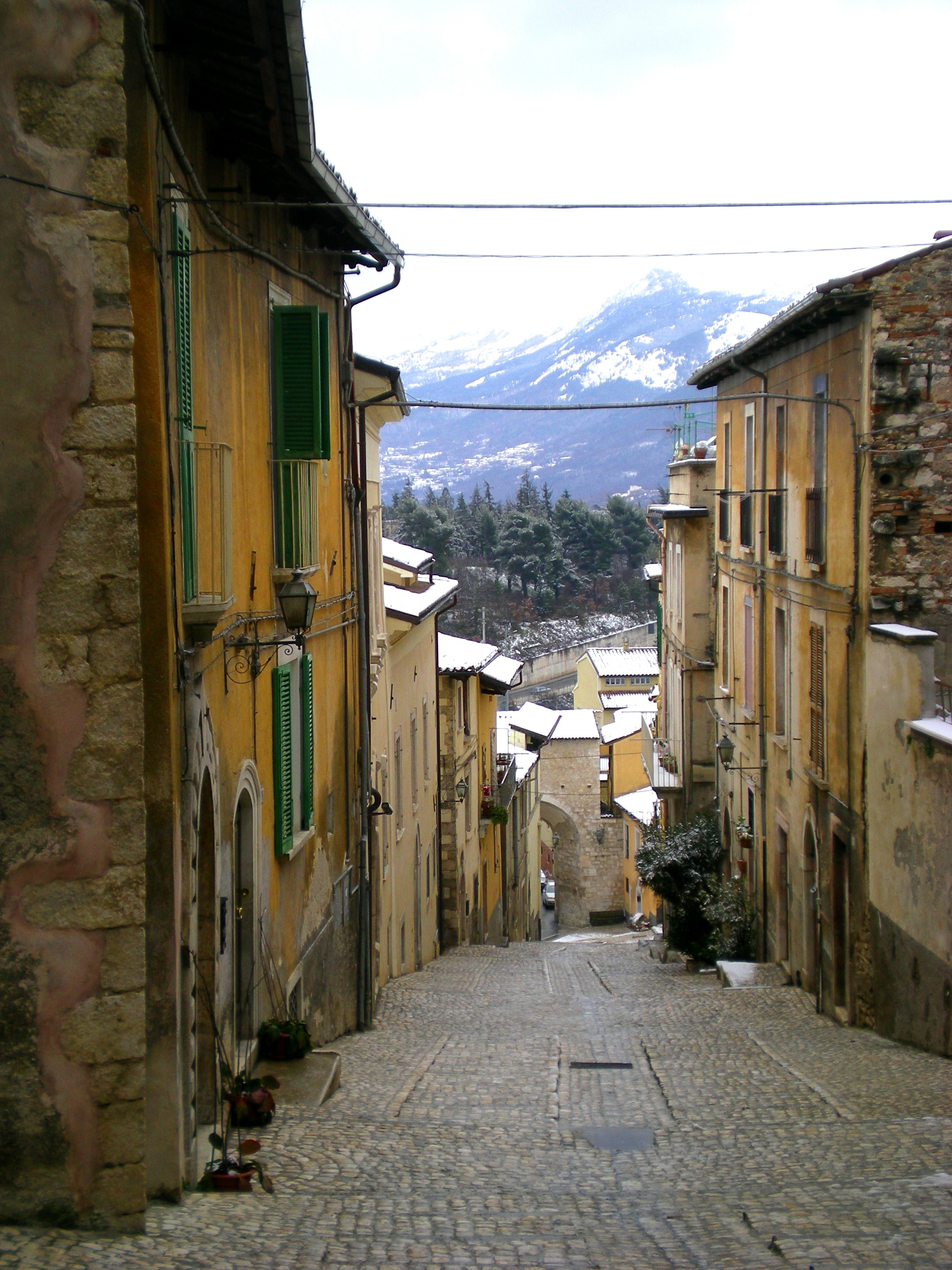
Óváros
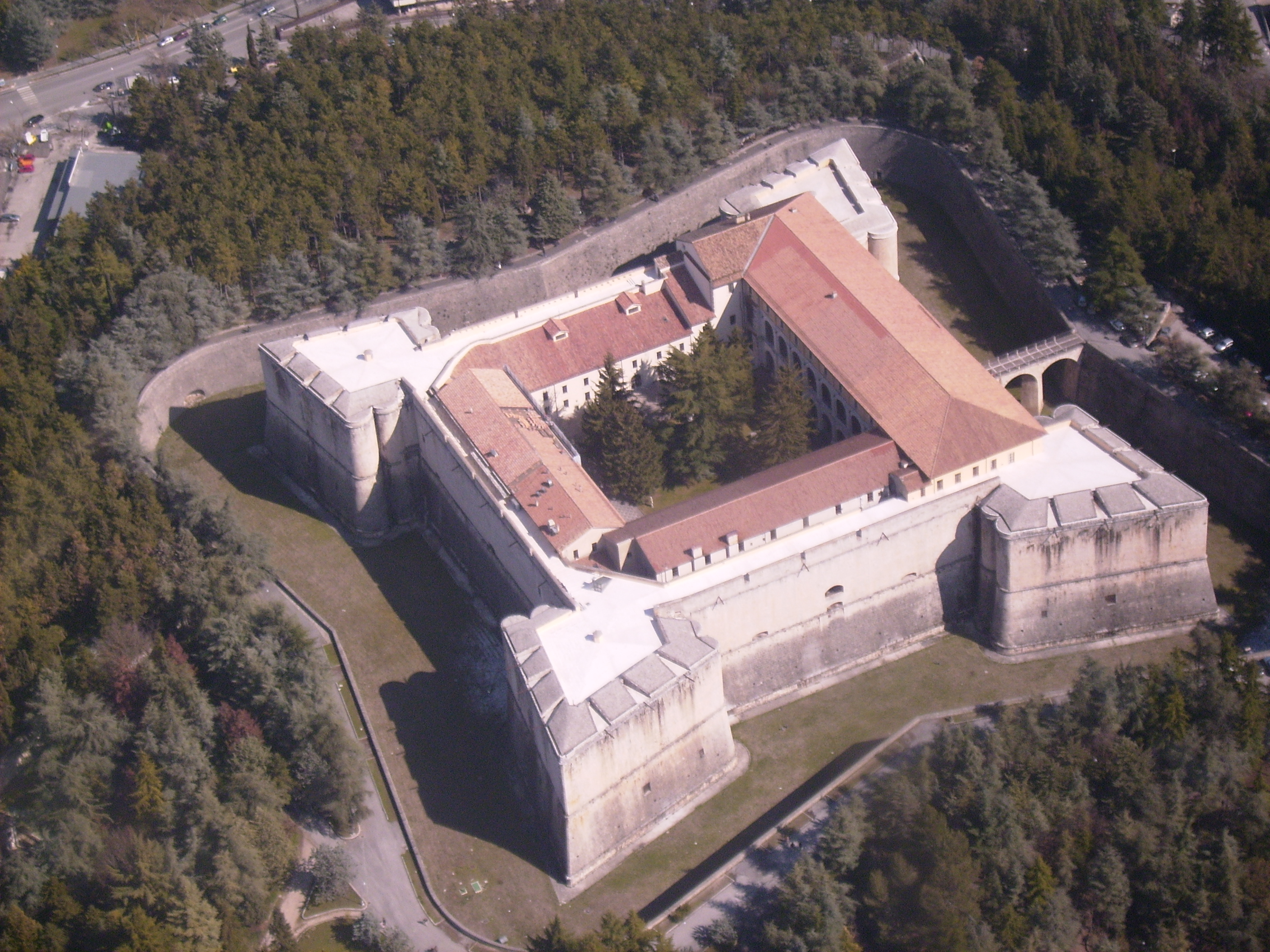
Forte Spagnolo
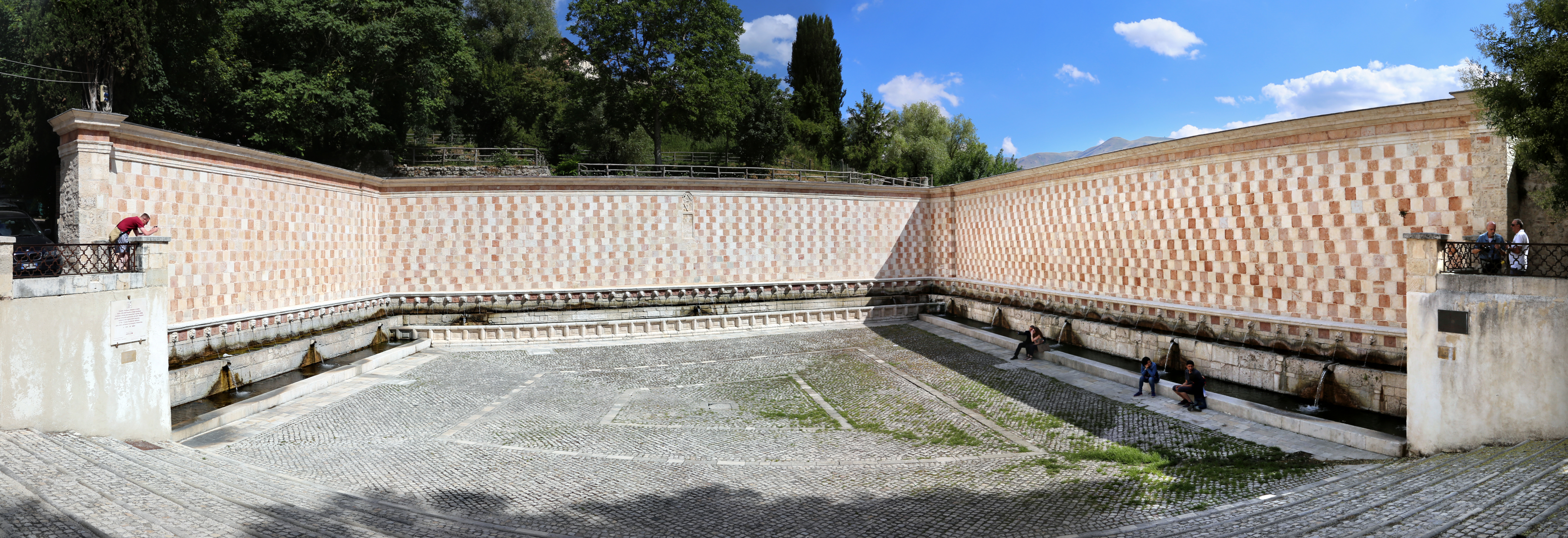
Fontana delle 99 cannelle
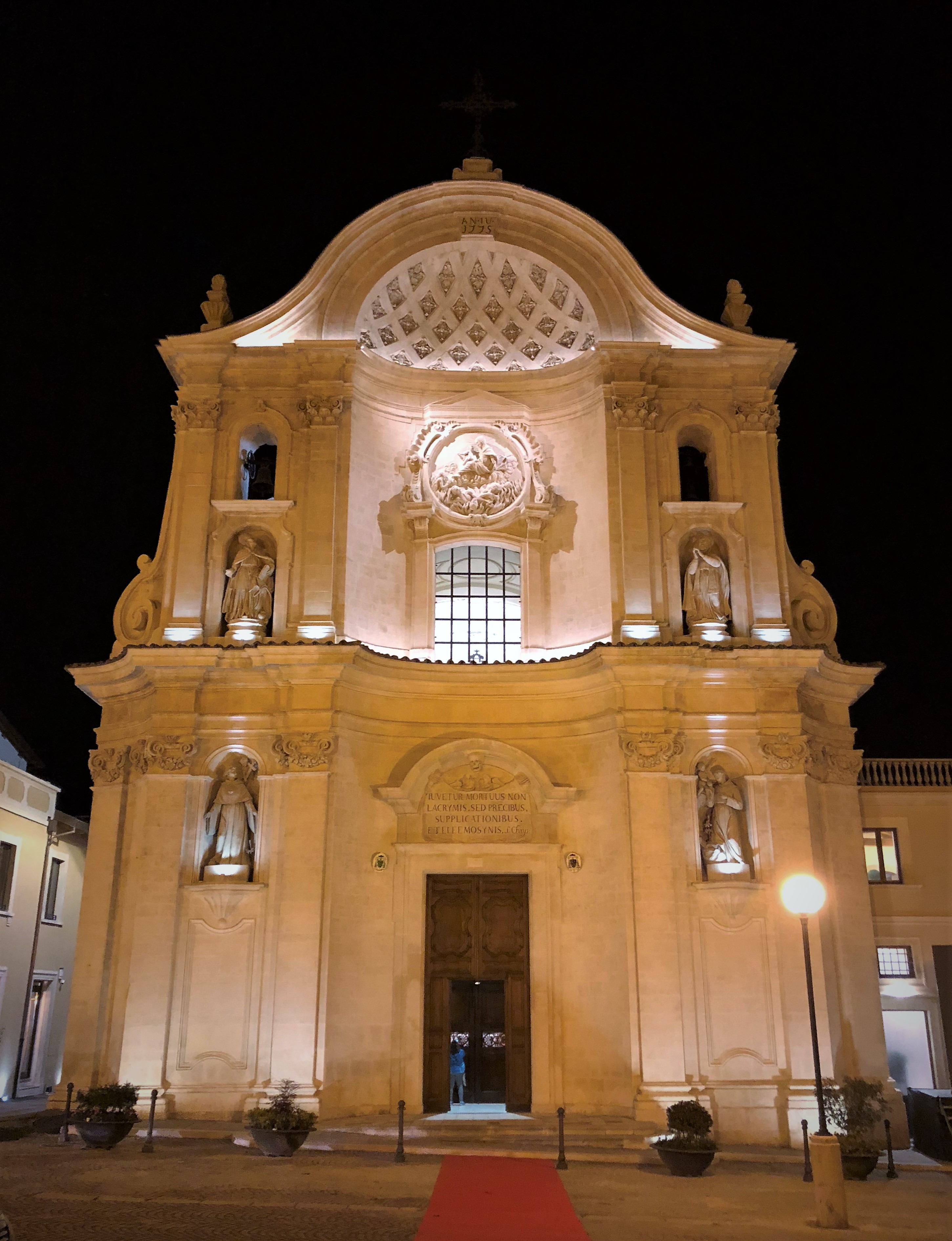
Santa Maria del Suffragio
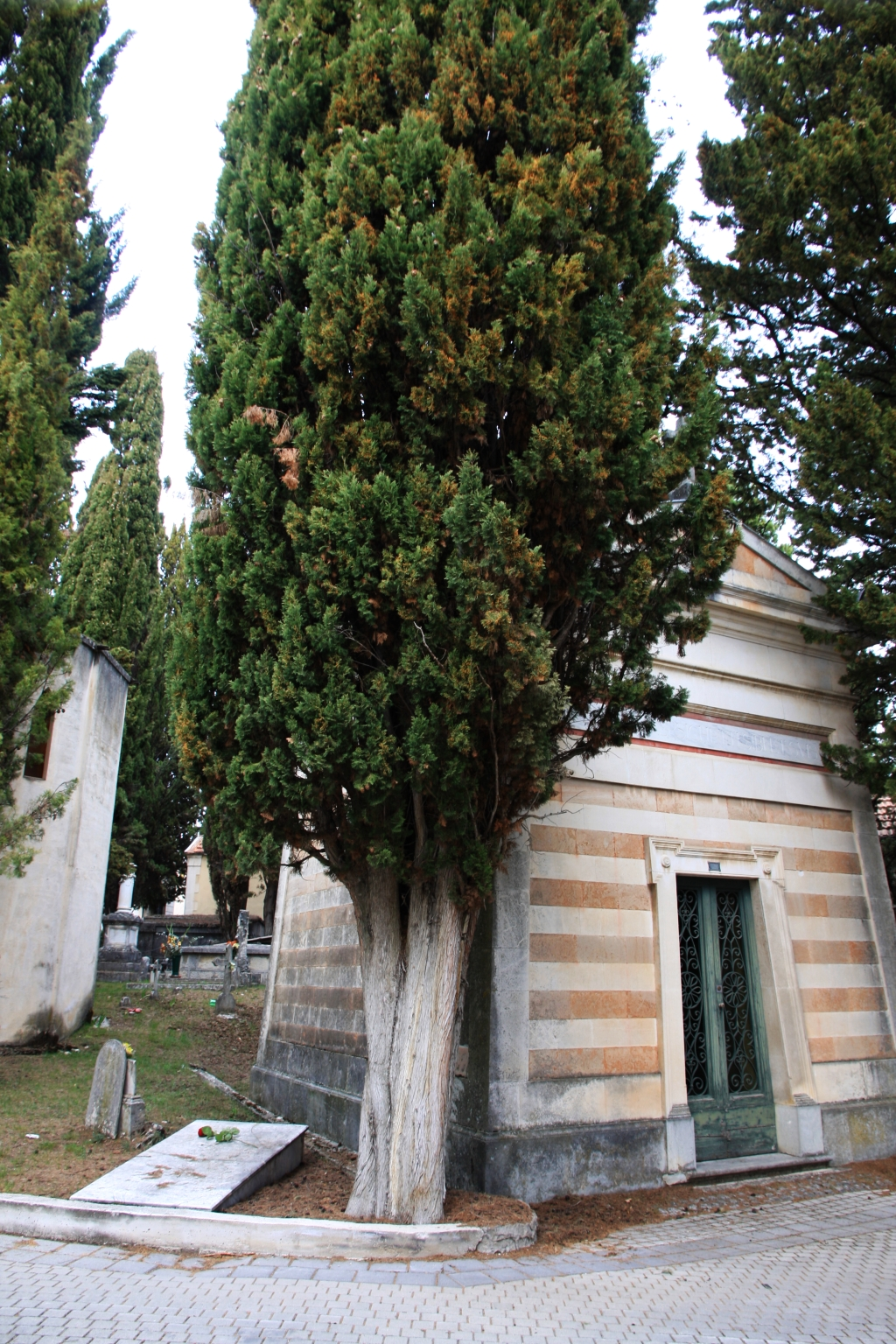
Karl Heinrich Ulrichs sírhelye
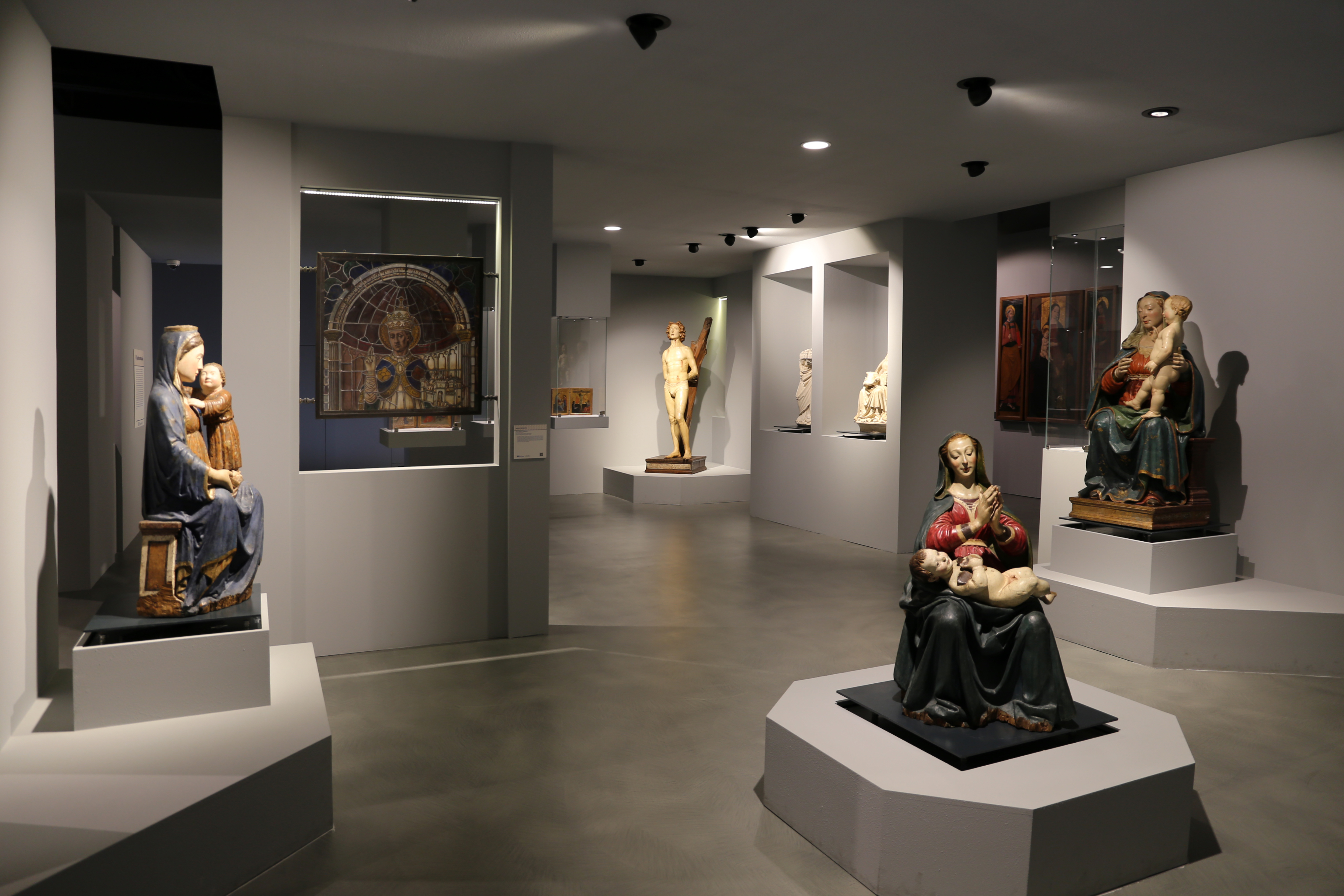
Museo nazionale d’Abruzzo
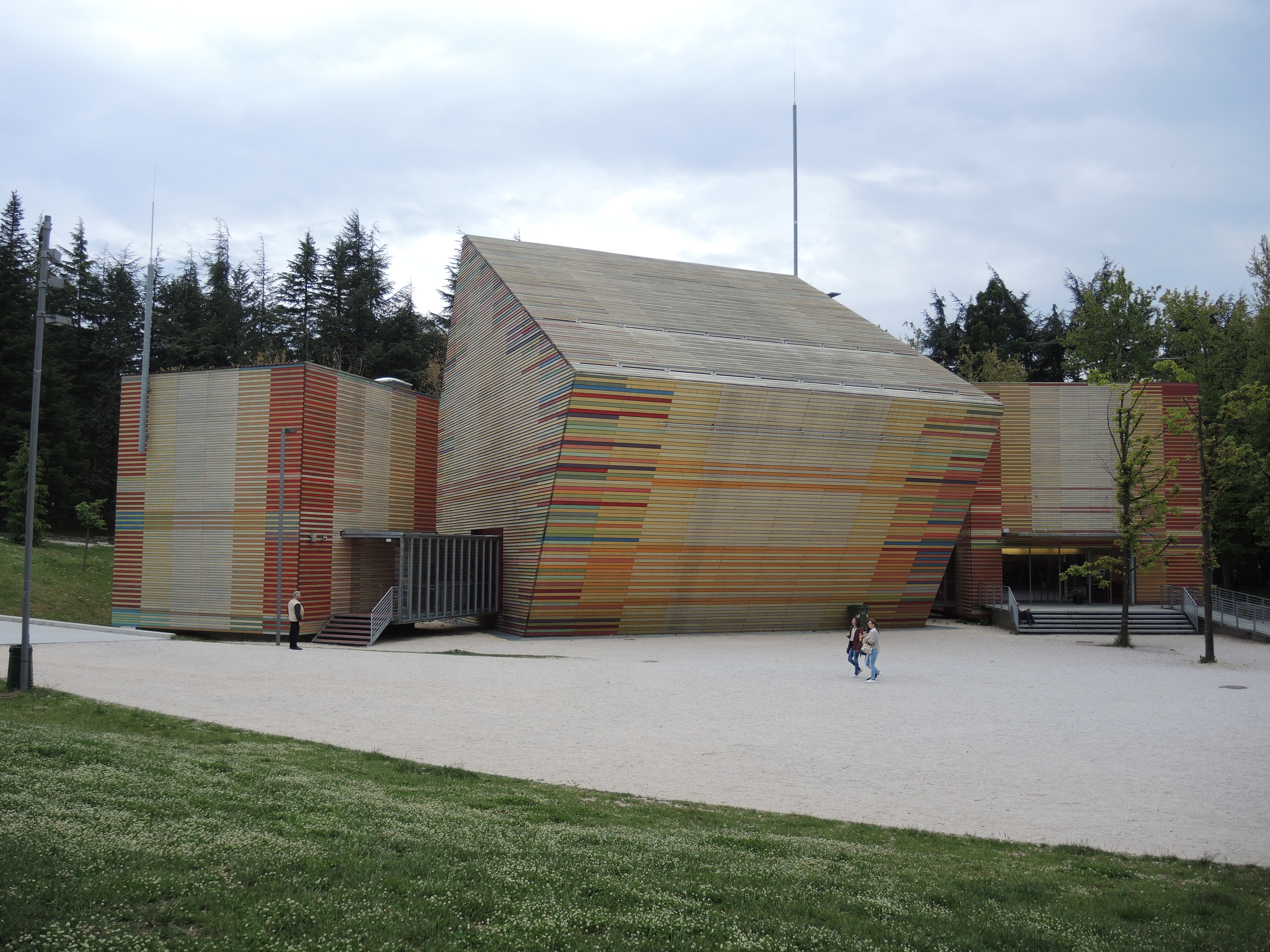
Auditorium del Parco